# 高尾警察署
高尾警察署（たかおけいさつしょ）は、日本の東京都にある警視庁が管轄する警察署の一つである。第九方面本部所属。
山岳救助隊が配備されている。
署員数およそ260名、識別章所属表示はVF。

## 管轄区域
- 八王子市のうち

裏高尾町　高尾町　廿里町　西浅川町　初沢町　東浅川町　南浅川町　散田町　城山手　長房町　並木町　狭間町　めじろ台　山田町　大船町　椚田町　館町　寺田町　泉町　叶谷町　上壱分方町　川町　諏訪町　大楽寺町　弐分方町　元八王子町　横川町　四谷町　小津町　上恩方町　下恩方町　西寺方町

## 所在地
- 東京都八王子市東浅川町23番地34

## 沿革
- 1995年：八王子警察署より分離、高尾警察署設置。

## 組織
- 警務課
- 交通課
- 警備課
- 地域課
- 刑事組織犯罪対策課
- 生活安全課

## 交番
- 高尾駅前交番（八王子市高尾町1588番地の3）
- 並木町交番（八王子市並木町13番1号）
- 横川町交番（八王子市横川町741番地）
- めじろ台交番（八王子市めじろ台4丁目1番地の2）
- 長房町交番（八王子市長房町557番地の1）
- 諏訪交番（八王子市諏訪町84番地）
- 元八王子交番（八王子市元八王子町1丁目466番地の2）

## 派出所
- 多摩御陵警備派出所（八王子市長房町1340番地）

## 駐在所
- 館駐在所（八王子市館町314番地）
- 上恩方駐在所（八王子市上恩方町1525番地）
- 下恩方駐在所（八王子市下恩方町1828番地）
- 東浅川駐在所（八王子市東浅川町537番地の62）
- 高尾下駐在所（八王子市高尾町2348番地）
- 西浅川駐在所（八王子市西浅川町56番地の3）
- 館ケ丘駐在所（八王子市館町1097番地）
- 西寺方駐在所（八王子市西寺方町1019番地の325）
- 寺田団地駐在所（八王子市寺田町432番地）